# Sudanacris pallida
Sudanacris pallida är en insektsart som först beskrevs av Hermann Burmeister 1838.  Sudanacris pallida ingår i släktet Sudanacris och familjen gräshoppor. Inga underarter finns listade i Catalogue of Life.